# Karkarały
Karkarały (kaz. Қарқаралы; ros. Каркаралинск, Karkaralinsk) – miasto w środkowym Kazachstanie, w obwodzie karagandyjskim, siedziba rejonu Karkarały.